# Bolgár Néphadsereg
A Bolgár Néphadsereg  (bolgárul: Българска народна армия/Bulgarszka narodna armija, BNA) a Bolgár Népköztársaság fegyveres hadereje volt 1952 és 1990 között. 1955-től a Varsói Szerződés tagja volt. A Bolgár Néphadsereget a szárazföldi erők, a légierő és a haditengerészet alkották.
A BNA történetét és jellegzetességeit szorosan meghatározta a Varsói Szerződéshez való tartozása és a Szovjetunióval való szoros szövetsége. Ennek értelmében 1968-ban csatlakoztak a Csehszlovákia elleni katonai intervencióhoz. Ezen kívül a BNA fennállása alatt nem vett részt egyetlen katonai hadműveletben sem. 

## Története

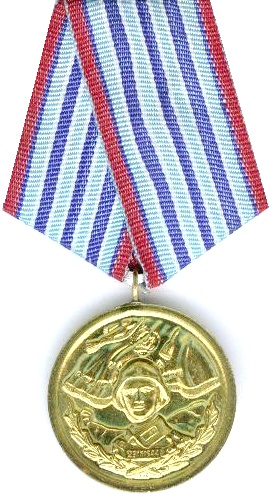
A BNA kötelékében eltöltött 10 éves szolgálatért járó érem

A Bolgár Néphadsereg története a II. világháború végéig vezethető vissza. Bulgária, amely a háború nagy részében a tengelyhatalmak oldalán állt, 1944 szeptemberében szovjet megszállás alá került. Ez politikai változást hozott: 1946-ban megszüntették a monarchiát, és kikiáltották a Bolgár Népköztársaságot. A hadsereget átszervezték és szovjet mintára modernizálták. A katonai oktatás és kiképzés része volt a marxista-leninista ideológia, hogy biztosítsák a lojalitást a szocialista állam és a kommunista párt iránt. A BNA és a Bolgár Kommunista Párt közötti szoros kapcsolat miatt a katonai tisztek közül sokan politikai megbízottak is voltak. A Bolgár Néphadsereg a belpolitikában is jelentős szerepet játszott. Egyrészt a kommunista párt hatalmának egyik biztosítéka volt, másrészt nagy munkaerőt foglalkoztatott, mivel minden felnőtt férfira kötelező katonai szolgálat vonatkozott. Az oktatás, az egészségügy és a sport területén is aktívan jelen voltak, és saját intézményeik is működtek. Mivel Bulgária a szövetség tagja volt, a BNA fő feladata a Varsói Szerződés közös védelmi stratégiáinak támogatása volt. Gyakorlatilag egy „déli frontot” képviselt, amellyel a NATO déli szárnyát ellensúlyozták. 
1968-ban, a Prágai tavasz idején a reformmozgalmak és az "emberarcú szocializmus" megvalósítása érdekében a KSČ mérsékelt reformokat vezetett be. Azonban a Szovjetunió és a Varsói Szerződés többi tagállama ezt fenyegetésként értékelte. Az invázió során a Varsói Szerződéshez tartozó tagállamok csapatai, köztük bolgár egységek szállták meg Csehszlovákiát.
A hadsereg többször modernizáción esett át, különösen az 1970-es és az 1980-as években, amikor újabb szovjet fegyverekhez és technológiához jutott hozzá.

### A Bolgár Néphadsereg vége és az átmenet
A szocializmus bukásával 1990-ben Bulgária megszűnt kommunista állam lenni, és ezzel a Bolgár Néphadsereg is megszűnt létezni. A politikai változások nyomán az újonnan alakult bolgár hadsereg elkezdte leszerelni a Varsói Szerződésből származó fegyverzetet, és később, a 2004-es NATO-csatlakozás után a nyugati típusú haderőreformok felé fordultak.

## Szervezeti felépítés

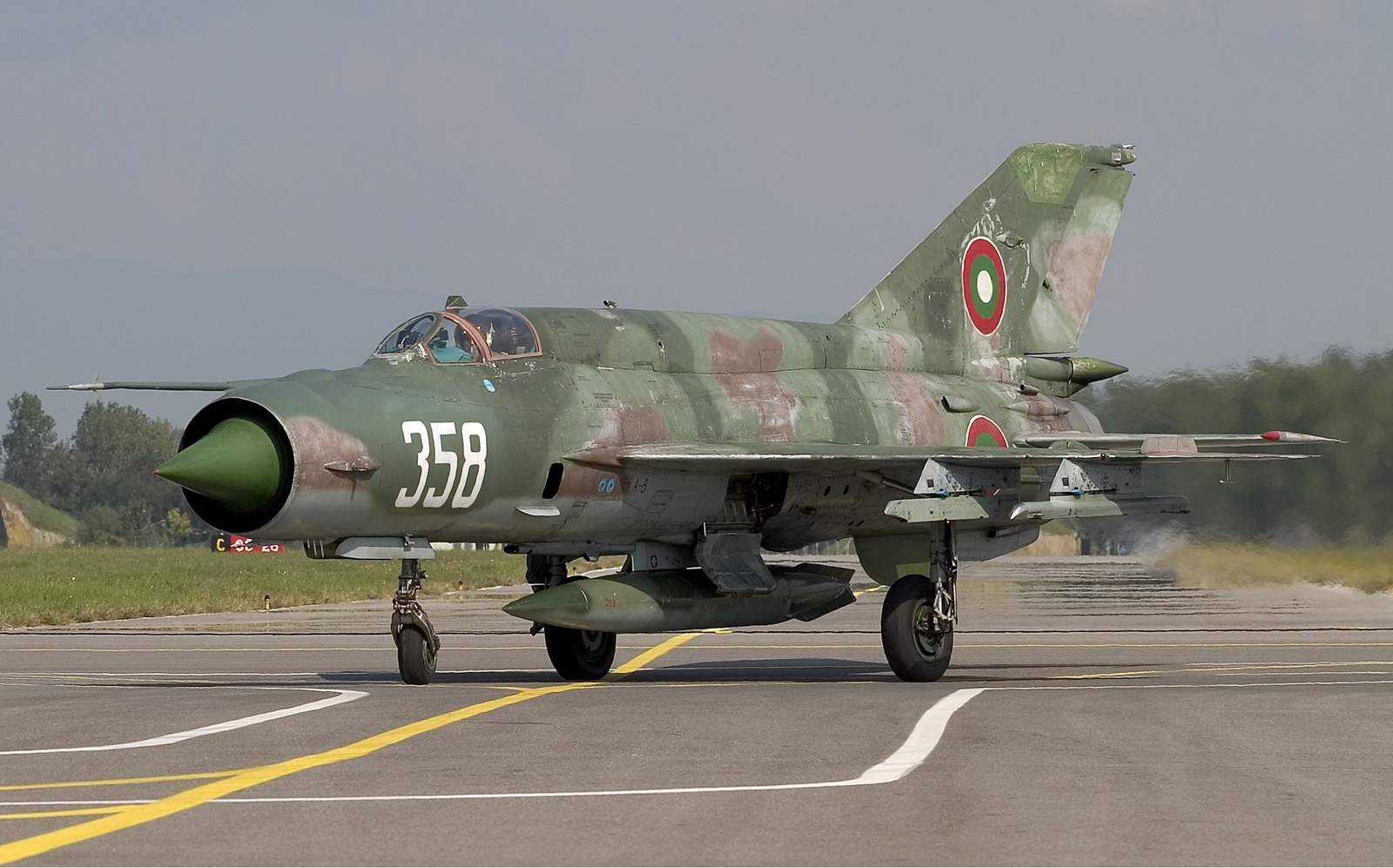
Bolgár MiG–21-es

A Bolgár Néphadsereg szervezete szoros kapcsolatban állt a szovjet katonai doktrínákkal, így nagyrészt azok szerint alakították ki. Három fő részlegre oszlott:
- Szárazföldi erők (Сухопътни войски): Ez volt a legnagyobb részleg, amely gyalogságból, páncélosokból és tüzérségi alakulatokból állt.[7]

- Légierő (Военновъздушни сили): Főként szovjet eredetű vadászgépekből, bombázókból és helikopterekből állt. A bolgár pilótákat is szovjet normák szerint képezték.[8]

- Haditengerészet (Военноморски сили): Bulgária rendelkezett némi tengeri kapacitással a Fekete-tengeren, főként kisebb hadihajókkal, tengeralattjárókkal és parti őrségi eszközökkel.[9][10]

## Felszerelés és technológiai kapacitások
A bolgár katonák kiképzése és a katonai fegyverzet szorosan illeszkedett a szovjet normákhoz. A tisztek közül sokan a Szovjetunióban, moszkvai katonai akadémiákon végeztek, így erős orosz hatás érvényesült. A fegyverzet nagy részét szovjet export termékei adták, de a bolgárok saját kisebb ipari termelésre is képesek voltak, főleg könnyű kézifegyverek és járművek terén. Szovjet mintájú felszerelés és fegyverzet: A BNA főként szovjet fegyverzetet és harci eszközöket használt, így például az AK–47-es gépkarabélyokat, T–54/55, T–72 típusú harckocsikat és MiG típusú vadászgépeket. Ez biztosította a szovjet típusú katonai együttműködést a Varsói Szerződés többi tagállamával.

## Összegzés
A Bolgár Néphadsereg a szocialista blokk egyik meghatározó hadereje volt a Balkánon, amelynek fő feladata a Varsói Szerződés közös védelmi stratégiáinak támogatása volt. Szoros kapcsolatban állt a Szovjetunióval mind fegyverzet, mind ideológia tekintetében, és erős politikai szereppel bírt a belpolitikában is. A kommunizmus bukásával a hadsereget fokozatosan felszámolták, helyébe pedig modernizált, NATO-kompatibilis haderő lépett.